# Janice l'intérimaire
Pour plus de détails, voir Fiche technique et Distribution.
Janice l'intérimaire (Janice Beard 45 WPM) est un film britannique réalisé par Clare Kilner, sorti en 1999.

## Synopsis
Janice Beard a grandi avec sa mère, dépressive depuis la mort de son mari d'une crise cardiaque lors de sa naissance.

## Fiche technique
- Titre : Janice l'intérimaire
- Titre original : Janice Beard 45 WPM
- Autre titre : Janice Beard
- Réalisation : Clare Kilner
- Scénario : Ben Hopkins et Clare Kilner
- Musique : Paul Carr
- Photographie : Richard Greatrex et Peter Thwaites
- Montage : Mary Finlay
- Production : Judy Counihan
- Société de production : Dakota Films, Film Consortium, FilmFour et WAVEpictures
- Format : Couleur, 35 mm, Dolby Digital
- Pays :  Royaume-Uni
- Genre : Comédie
- Durée : 81 minutes
- Dates de sortie : 
  - Canada : 13 septembre 1999 (festival international du film de Toronto)
  - Royaume-Uni : 5 mai 2000
  - France : 21 juin 2000

## Distribution
- Eileen Walsh : Janice Beard
- Patsy Kensit : Julia
- Rhys Ifans : Sean
- Sandra Voe : Mimi
- David O'Hara : O'Brien
- Frances Grey : Violet
- Zita Sattar : Jane
- Amelia Curtis : June
- Mossie Smith : Dolores
- Sarah McVicar : Tracy
- Eddie Marsan : M. Tense
- Perry Fenwick : M. Button
- Maynard Eziashi : Clive Morley

## Accueil
Le film a reçu un accueil défavorable de la critique. Il obtient un score moyen de 48 % sur Metacritic.